# ショコラティエ マサール
ショコラティエ マサールは、株式会社マサールが北海道に展開するチョコレート専門店。1988年に開業した。

## 沿革
- 1988年2月 - 古谷製菓創業者・古谷辰四郎の孫・古谷勝が札幌市中央区にて創業[2][3]。
- 2001年9月
  - 東急百貨店札幌店開店[3]。
  - 札幌三越店開店[3]。
- 2005年7月 - 株式会社マサールコーポレーション設立[3]。
- 2006年6月 - 株式会社マサールに社名変更[3]。
- 2008年8月 - 東急百貨店札幌店閉店[3]。
- 2011年4月 - パセオ店開店[3]。
- 2015年 - 創業者・古谷勝が死去。息子の古谷健が代表に就任[4]。
- 2017年
  - 6月23日 - 新千歳空港出発ロビー店開店[5]。
  - 12月7日 - 新千歳空港ゲートラウンジ店開店[6]。
- 2022年 - 大丸札幌店開店[7]。
- 2023年 - COCONO SUSUKINO店開店[8]。

## 製品
- チョコレート
- 焼き菓子
- ケーキ

ほか

出典：

## 店舗
- 本店 - 北海道札幌市中央区南11条西18丁目1-30[9]
- 札幌三越店 - 北海道札幌市中央区南1条西3丁目8 札幌三越本館B2F[9]
- 新千歳空港出発ロビー店 - 北海道千歳市美々 新千歳空港国内線ターミナルビル2F[5]
- 新千歳空港ゲートラウンジ店 - 北海道千歳市美々 新千歳空港国内線ターミナルビル2F 搭乗待合室内[6]
- 大丸札幌店 - 北海道札幌市中央区北5条西4丁目7 地1F[9]
- COCONO SUSUKINO店 - 北海道札幌市中央区南4条西4丁目1番1[9]

### 閉店した店舗一覧
- 東急百貨店札幌店[3]
- パセオ店[10]